# Сиротюк Валерій Степанович
отець Валерій Сиротюк (у світі Валерій Степанович Сиротюк, нар. 6 грудня 1968, с. Кути Косівського району Івано-Франківської області) — священик (митрофорний пресвітер), поет, композитор, сценарист, культурний діяч

## Біографія
Навчання почав 1976 року одночасно в Кутській середній загальноосвітній школі та паралельно в Кутській та  Вижницькій музичних школах.
Після шкільного восьмого класу в 1983 році вступив до Чернівецького будівельного технікуму, де здобув у 1987 році спеціальність техніка-будівельника промислового, цивільного та сільськогосподарського будівництва.
У 1987–1989 роках проходив обов'язкову військову службу в  Радянській Армії у м. Рига (Латвія).
Весною 1989 року в Ризі, під час маніфестацій за незалежність Латвії, вперше відбувається глибоке переосмислення правди про поневолення вільних країн радянською окупацією, пізнає перші правди про знищену українську Церкву.
Восени 1989 року, повернувшись на Україну, долею випадку опиняється на розкопках «Дем'янового лазу» в Івано-Франківську, де представники осередку «Меморіал» вели розкопки поховань жертв комуністичного режиму.
Там на пагорбах «Дем'янового лазу» відбувається перша зустріч з українським єпископом катакомбної Церкви владикою Павлом Василиком, визріває усвідомлення священичого покликання, Валерій стає студентом Івано-Франківської духовної семінарії УГКЦ.
Будучи студентом богослов'я публікує перші свої духовні вірші та готує випуски релігійно-освітньої телепрограми «Живе слово».
На четвертому році студій, в 1994 році, приймає дияконські свячення з рук преосвященного єпископа Павла Василика, а через рік і священиче рукоположення.
З квітня по серпень 1995 року направлений на тимчасову душпастирську працю на Схід України в Донецьк для допомоги місцевому пароху щойно організованої донецької громади УГКЦ.
По завершені відрядження отець Валерій переходить під опіку єпископа Коломийсько-Чернівецького Павла Василика для подальшої праці в Чернівцях.
В 1997 році починає студіювати  теологію в Люблінському Католицькому Університеті. Під керівництвом отця-доктора Збігнєва Кшишовського захищає магістерську працю на тему «Роль сучасної релігійної музики в душ пастирстві» та 7 грудня 2001 року дістає титул магістра теології.
В 2006 році захищає диплом ліцензіата з теології моральної.
Нагороджений дипломами й грамотами державних і церковних конкурсів та фестивалів.
В 1998 стає першим серед священиків лауреатом Всеукраїнського радіо-фестивалю «Пісня Року» за вірші та музику до пісні «О, Всехвальна» (виконавці: дует «Писанка» — заслужені артисти України Оксана Савчук та Іван Кавацюк.
20 липня 1999 року Блаженійший Мирослав Іван Кардинал Любачівський власною грамотою іменує отця Валерія Сиротюка митрофорним протопресвітером з правом на носіння митри, нагрудного хреста та набедреника.
16 травня 2003 року перебуваючи в Римі на українському мистецькому святі Матері, отримав запрошення Святішого Отця Івана Павла II Папи Римського на ранкову Літургію до приватної каплиці понтифіка. Після молитви Блаженний Іван Павло II уділив молодому українському священику своє благословення на священичі та мистецькі здобутки.
17 квітня 2006 року Правлячий єпископ  Коломийсько-Чернівецької єпархії владика Микола (Сімкайло) своїм декретом іменує отця Валерія Сиротюка Синкелом (Вікарієм) новоутвореного Буковинського вікаріату.
Отець Сиротюк член УБНТ ( Українського богословського наукового товариства).
З 1995 року живе та працює в Чернівцях, одружений, має двох доньок.

## Творча діяльність
В 1999 році, як автор слів та музики пісні «Киріє Елейсон», отець Валерій стає лауреатом першої премії українського державного фестивалю «Пісенний вернісаж-99» та отримує «Золоту Ніку» в номінації за поширення духовних творів.
Написав більше 50 пісень духовного змісту.
Автор:
- сценарію
  - документального фільму «Буковинська проща»,
  - музичних фільмів:
    - «Моя родино християнська»;
    - «Радуйся Маріє»;
    - «Музична проповідь»;
    - «Мала поема великого життя»;
    - «Ні — абортам!»;
    - «Сидір Воробкевич»;
- численних релігійно-освітніх радіопрограм;
- богословських горілій.

В 2006 році отець Валерій Сиротюк широко презентує мультимедійний проект — співочу книжку «Киріє Елейсон» (книга + CD аудіо).